# Ретиналь
Ретиналь — полиеновый хромофор, связанный с белками, называемыми опсинами. Является химической основой зрения позвоночных животных, так как с его помощью сетчатка глаза преобразует свет в метаболическую энергию.
Первоначально ретиналь назывался ретиненом, но был переименован после того, как было обнаружено, что он является альдегидом витамина A.